# Firkantus freddykruegeri
Firkantus freddykruegeri (лат.) — ископаемый вид наездников, единственный в составе рода †Firkantus подсемейства Pimplinae из семейства ихневмониды (Ichneumonidae). Обнаружен в эоценовом балтийском янтаре (Янтарный, Калининградская область, Россия). Назван в честь вымышленного персонажа Фредди Крюгера из фильма ужасов «Кошмар на улице Вязов», имея ввиду общие черты вымышленного персонажа и ископаемого вида — длинные когти и аролиум. Родовое название Firkantus происходит от датского слова «firkant», означающего прямоугольник, что указывает на прямоугольную и квадратную формы областей, заключенных в проподеальные кили.

## Описание
Длина тела 5,7 мм, переднее крыло 4,4 мм, метасома 3,1 мм. Лицо отделено от наличника, равномерно выпуклое. Мандибулы либо однозубые, либо двузубые с очень маленьким нижним зубом. Максиллярные щупики с пятью, лабиальные — с четырьмя сегментами. Наличник маленький, слегка выпуклый или усеченный, поперечное деление нечеткое, апикальный край без бугорков, зубцов или заметных выступов. Лабрум скрыт. Апикальные щупальцевые ямки мелкие. Глаза с внутренними орбитами, параллельными друг другу, без волосков, высота 0,87 × высоты головы в боковом виде. Оцеллии нормального размера. Затылочный киль виден вентрально. Щёки узкие, кажутся гладкими. Антенны не менее 5,4 мм, примерно с 33 сегментами, более или менее равномерно толстые по всей длине. Средние ноги с двумя шпорами на голенях, шпоры равной длины; трохантеллус дифференцирован от бедра. Коготки крупные, простые, с расширенным аролием, заметно выступающим за вершину коготка. Вид был впервые описан в 2023 году по материалам из эоценового балтийского янтаря вместе с видами Rhyssa gulliveri (Rhyssinae), Triclistus levii (Metopiinae) и Magnocula sarcophaga (Phygadeuontinae).